# Équipe de France féminine de football des moins de 20 ans
Cet article traite de l'équipe féminine. Pour l'équipe masculine, voir Équipe de France de football des moins de 20 ans.
Maillots
L'équipe de France féminine de football des moins de 20 ans est constituée par une sélection des meilleures joueuses françaises de moins de 20 ans sous l'égide de la FFF.
Elle est mise en place en 2006 en raison de la tenue de la Coupe du monde féminine de football des moins de 20 ans 2006 en Russie du 13 août au 3 septembre 2006. C'est l'équipe de France de football féminin des moins de 19 ans qui a assuré la qualification pour ce mondial en décrochant une place de finaliste lors du Championnat d'Europe de football féminin des moins de 19 ans 2005.
Pour être sélectionnable en U20, la joueuse doit avoir moins de 20 ans au 1er janvier de l'année de la compétition.

## Histoire
Qualifiée pour la Coupe du monde U20 2020, la sélection nationale est reprise en 2019 par le staff qui a emmené l'équipe U19 au titre de championne d'Europe. Gilles Eyquem, assisté de Sandrine Ringler, continue ainsi avec cette génération avant de prendre sa retraite. La compétition est finalement annulée à cause de la crise du Covid-19 et les Bleuettes ne joueront aucun match officiel durant un an et demi. Reprise en 2021 par Sonia Haziraj dans la continuité des U19, la sélection U20 rejoue en novembre à l'occasion d'un tournoi Costa Daurada Trophy, organisé à Salou, en Espagne, en préparation à la Coupe du monde au Costa Rica en août 2022. Fin juin 2022, les Bleuettes disputent la troisième édition de la Sud Ladies Cup, toujours en préparation du Mondial. Avec deux victoires et une défaite, elles terminent à la deuxième place derrière les États-Unis. Début juin 2024, elles remportent pour la première fois la Sud Ladies Cup, en battant le Mexique aux tirs au but (0-0, 4-3).

## Sélectionneurs
- 2006-2008 :  Stéphane Pilard
- 2010 :  Jean-Michel Degrange
- 2014-2021 :  Gilles Eyquem
- 2021-2023 :  Sonia Haziraj

## Parcours en Coupe du monde
- 2006 : Quart de finale
- 2008 : Quatrième
- 2010 : Phase de groupes
- 2014 :  Troisième
- 2016 :  Finaliste
- 2018 : Quatrième
- 2022 : Quart de finale
- 2024 : Huitièmes de finale

## Effectif actuel
Liste des joueuses sélectionnées par Sonia Haziraj pour disputer la Coupe du monde des moins de 20 ans 2022 au Costa Rica du 10 au 28 août.
Mis à jour le 23 juillet 2022
| Pos. | Nom                  | Date de naissance | Sélections | Buts | Club                   |
| ---- | -------------------- | ----------------- | ---------- | ---- | ---------------------- |
| G    | Marie Petiteau       | 12 juin 2002      | 7          | 0    | US Saint-Malo          |
| G    | Marie-Morgane Sieber | 15 juillet 2002   | 3          | 0    | Rodez AF               |
| G    | Océane Toussaint     | 20 février 2004   | 0          | 0    | Paris Saint-Germain    |
|      |                      |                   |            |      |                        |
| D    | Lou Bogaert          | 25 juin 2004      | 3          | 0    | Paris FC               |
| D    | Jade Le Guilly       | 18 juin 2002      | 7          | 0    | Paris Saint-Germain    |
| D    | Célina Ould Hocine   | 3 février 2002    | 4          | 1    | Paris FC               |
| D    | Thiniba Samoura      | 11 février 2004   | 2          | 0    | Paris FC               |
| D    | Alice Sombath        | 16 octobre 2003   | 6          | 0    | Olympique lyonnais     |
| D    | Kysha Sylla          | 4 février 2004    | 3          | 0    | Olympique lyonnais     |
| D    | Annaëlle Tchakounté  | 25 août 2003      | 7          | 0    | Paris FC               |
|      |                      |                   |            |      |                        |
| M    | Cyrielle Blanc       | 23 janvier 2003   | 6          | 0    | Montpellier HSC        |
| M    | Laurina Fazer        | 13 avril 2001     | 3          | 0    | Paris Saint-Germain    |
| M    | Magnaba Folquet      | 3 novembre 2003   | 4          | 0    | Paris Saint-Germain    |
| M    | Mégane Hoeltzel      | 21 avril 2003     | 4          | 1    | RC Strasbourg          |
| M    | Océane Hurtré        | 17 février 2004   | 3          | 0    | Paris Saint-Germain    |
|      |                      |                   |            |      |                        |
| A    | Vicki Becho          | 3 octobre 2003    | 7          | 1    | Olympique lyonnais     |
| A    | Esther Mbakem-Niaro  | 7 janvier 2002    | 10         | 2    | Montpellier HSC        |
| A    | Yrma Mze Issa        | 26 octobre 2003   | 4          | 2    | Olympique de Marseille |
| A    | Jade Nassi           | 26 avril 2003     | 4          | 1    | FC Nantes              |
| A    | Hawa Sangaré         | 20 juillet 2002   | 2          | 0    | Paris Saint-Germain    |
| A    | Manssita Traoré      | 9 septembre 2003  | 6          | 0    | Paris Saint-Germain    |